# Oristano (província)
A província de Oristano é uma província italiana da região de Sardenha com cerca de 149 620 habitantes, densidade de 57 hab/km². Está dividida em 80 comunas, sendo a capital Oristano.
Faz fronteira a norte e a este com a província de Nuoro, a noroeste com a província de Sassari, a sul com a província da Sardenha do Sul e a oeste com o Mar Mediterrâneo.